# Džuz
Džuz (tur. cüz ← arap. ǧuz̕: dio ), trideseti dio Kurana od 20 stranica. Džuzhan svaki dan čita po jedan džuz za dušu dobrotvora.